# Boulevard de la Liberté (Nantes)
Pour les articles homonymes, voir Boulevard de la Liberté.
Le boulevard de la Liberté est une voie nantaise, constituant une partie des « boulevards de ceinture ». 

## Situation et accès
Long de 970 mètres, le boulevard, situé dans le quartier Bellevue - Chantenay - Sainte-Anne, part de la rue de la Marseillaise et de la place de la Liberté, dans le prolongement du boulevard de l'Égalité, au nord, pour déboucher au rond-point de la Louisiane, au sud, peu après avoir traversé la place Jean-Macé, et la ligne ferroviaire de Nantes à Saint-Nazaire par l'intermédiaire d'un pont.

## Historique
Le boulevard fut construit entre 1875 et 1891, afin de relier la commune de Doulon à celle de Chantenay. Sur les plans antérieurs à 1900, l'ensemble de ces artères était désigné sous le nom de « boulevard de ceinture ». La décision de construire cette artère fut prise par les édiles nantais en 1873, au grand dam de leurs homologues chantenaysiens qui y voyaient là une atteinte à l'indépendance de leur commune. Finalement Chantenay accepta, deux ans plus tard, l'aménagement du boulevard sur le territoire communal, à la condition que les travaux soient entièrement à la charge de la ville de Nantes.
L'artère prend son nom actuel à la suite d'une délibération du conseil municipal de la commune de Chantenay-sur-Loire, sur le territoire de laquelle elle se situait, en date du 5 mai 1901. Durant les années précédentes, elle porta successivement les noms de « Boulevard de Chantenay » et « Boulevard de l'Égalité » (dont elle constituait la partie sud).
La mairie annexe de Chantenay qui se trouve sur la place de la Liberté fut inaugurée en 1903, cinq ans avant l'annexion de la commune de Chantenay-sur-Loire par celle de Nantes.
À l'orée 2014-2020, il est prévu la mise en service du Chronobus C10 qui devrait remplacer la ligne de bus 10.

## Voies secondaires

### Rond-point de la Louisiane
Localisation : 47° 11′ 54″ N, 1° 35′ 19″ O
Situé à l'extrémité sud du boulevard de la Liberté, il assure la jonction avec la rue Chevreul, le boulevard de Cardiff et d'une voie permettant de rejoindre la Rond-point de la rue Jules-Launey situé en contrebas.